# Rikard I av Normandie
Rikard I, född 932, död 20 november 996, var greve och markgreve av Normandie mellan 942 och 996.

## Biografi
Rikard I var gift med Emma, dotter till Hugo den store och son till Vilhelm I av Normandie, kallad "Långsvärd" (franska: Guillaume Longue-Épée) och hans frilla Sprota.
Efter mordet på fadern tillsattes ett förmyndarråd om fyra personer för att sköta Normandies angelägenheter, men den franske kungen Ludvig IV av Frankrike (936–954) ("Från bortom havet". Franska: Louis d'Outremer.) beslöt att ta tillfället i akt och lät mer eller mindre bortföra Rikard till sin huvudstad Laon, där han kvarhölls som ett slags gisslan, medan Ludvig tillsatte en fransk guvernör över Normandie. Nu reagerade förmyndarrådet, vars starke man, kallad Bernhard dansken, tog kontakt bland andra med kung Harald Blåtand och bad denne att antingen själv intervenera till Rikards förmån, eller också skicka långskepp med förstärkningar. En blandad dansk-norsk styrka landsteg i Normandie. Den franske guvernören och hans närmaste män dödades och Bernhard lade sig i bakhåll för kung Ludvig, som kommit sina landsmän till undsättning och lyckades ta honom till fånga efter en hård strid. Det franska kronrådet gick nu med på att utväxla den fångne kungen mot den unge Richard och utväxlingen skedde 945.
Men kung Ludvig förlät inte normanderna för deras nesliga behandling av honom och allierade sig nu med Hugo Capet och kom överens om en delning av Normandie. Stora delar av provinsen föll snabbt i de invaderande härarnas händer och det såg ut som om Rollos grevskap skulle upphöra att existera. Bernard dansken tog då, enligt traditionen, åter ledningen över de splittrade normanderna och sedan dessa slagit tillbaka fienden utanför Rouens murar lyckades Bernhard avsöndra Hugo den store från alliansen med Ludvig. Samtidigt landsteg förstärkningar från Skandinavien, kung Ludvig led ett svårt nederlag vid Corbon (945) och tillfångatogs av normanderna, samt tvingades erkänna och bekräfta Normandies fria ställning som ett grevskap - nu markgrevskap - under Rollos ättlingar.
Men så fort kung Ludvig åter var fri började han planera att hämnas på de bångstyriga "vasallerna". En stor allians slöts med den tyske kejsaren Otto, med Arnold I av Flandern - Vilhelm Långsvärds mördare - hertigen av Flandern, hertigen av Bretagne med flera som alla fruktade den normandiska maktutvecklingen. Hugo den store slöt dock upp på Normandies och Rikards sida och nya förstärkningar från Danmark och Norge utjämnade oddsen något. Återigen besegrades fienden utanför Rouens murar och drevs ut ur Normandie.
En lugnare period inträdde nu i grevskapets historia. Både normander och fransmän var uttröttade av de ständiga striderna och ville framför allt ha fred. Rikard I började från 960-talet ta mera aktiv del i styrelsen och konsoliderade riket med hjälp av sina närmaste rådgivare, men det lyckliga tillståndet skulle inte vara länge. Ludvig IV dog 954 och efterträddes av kung Lothar, som i allians med de uppåtstigande och allt mäktigare grevarna av Blois anföll både Bretagne och Normandie. Rikard samlade sina styrkor runt Rouen och 962 stod här ett av den tidiga medeltidens största slag, som slutade i en klar seger för normanderna. Under de följande åren förde Rikard kriget in på franskt territorium, förenade sig med grevens av Paris (Hugo Capet) trupper, härjade den omgivande landsbygden och brände bland annat Chartres. 965 tvingades kung Lothar till en fredsövrenskommelse med Rikard, i vilken Frankrike återigen tvingades erkänna Normandies oavhängighet.
Under de följande decennierna blev Normandie militärt allt starkare och knöts allt närmare huset Capet - Rikard hade 960 äktat Emma, syster till Hugo Capet. Normanderna förde framgångsrika krig mot franske kungen, Flandern och Blois. Inrikespolitiskt stabiliserades grevskapet, när de tidigare självständiga vikingahövdingarna nu allt mer förfranskades och ett närmande till katolska kyrkan skedde; bland annat gav Rikard stora donationer till klosterbildningar.
I slutet av 980-talet kom Rikard emellertid i konflikt med en av sina tidigare allierade, den dynamiske greven av Anjou, Fulko III av Anjou, om inflytandet i nedre Bretagne och 992 invaderade angevinerna hertigdömet. Rikard kom bretagnarna till undsättning, men de förenade härarna besegrades vid Conquereuil samma år, varefter den normandiska hegemonin i området åtminstone tillfälligt minskade.
Med sin lagvigda gemål, Emma av Paris, hade Rikard inga barn, men med sin frilla och senare hustru Gunnor hade han sonen Rikard (II), som efterträdde honom som herre till Normandie.

## Barn
1. Rickard II av Normandie
2. Emma av Normandie född 985, död 1052, drottning av England